# George Kollias
George Kollias (Corinto, 30 agosto 1977) è un batterista greco.
Attualmente è membro della death metal band statunitense dei Nile.

## Biografia
Inizia a suonare la batteria all'età di 12 anni, e forma la sua prima band, gli Extremity Obsession. Dopo il 1995 escono due demo della band, nelle quali George ha un ruolo importante nelle vocals e nella scrittura dei pezzi. Le demo ricevono recensioni buone dalle fanzine specializzate.
Nel 1999 George prende lezioni private dal maestro greco Yannis Starvopulous, e nel 2000 si trasferisce ad Atene, per iniziare la sua carriera di musicista professionista.
Nel 2001 entra nei Nightfall, e registra con loro l'album I Am Jesus, che riceve buoni responsi in tutto il mondo. L'anno dopo suona come session drummer in molte band ateniesi, ed inizia la carriera di insegnante.
Nel 2003 forma i Sickening Horror, extreme metal band con lo scopo di creare metal tecnico e brutale. Il loro Promo 2003 riceve ottime recensioni.
Successivamente registra il successivo album dei Nightfall.
Nel 2004 si unisce alla formazione americana dei Nile, e con loro registra il loro quarto album, Annihilation of the Wicked. Il disco risulta molto valido, quasi sul livello del precedente In Their Darkened Shrines. In seguito all'album, inizia il Annihilation of the Wicked Tour in tutto il mondo.
Nel 2005 registra il primo album coi Sickening Horror, When Landscapes Bled Backwards; nello stesso anno inizia a dare lezioni pubbliche di batteria (drum clinics). 
Nell'aprile 2007 registra l'album dei Nile, Ithyphallic nel quale raggiunge nuovi vertici creativi e tecnici inaugurando un nuovo stile nell'ambito del death metal e non solo.
Nel tempo libero si dedica anche a un progetto jazz/fusion insieme al greco Mike Papadopoulos.
L'anno seguente George pubblica il suo primo DVD didattico "Intense Metal Drumming" della durata di tre ore e mezza, del quale pubblicherà un seguito, "Intense Metal Drumming 2", nel 2013. 
Nel novembre del 2009 esce in Europa l'album dei Nile, Those Whom the Gods Detest. 
Oltre all'attività coi Nile ha dato il via a un suo progetto solista dove suona tutti gli strumenti e dimostra il suo talento di musicista. Nel 2014 pubblica un libro, "The Odyssey of Double Bass Drumming", dove illustra molti degli esercizi necessari ed utili a tutti i batteristi desiderosi di imparare a padroneggiare la doppia cassa nel metal estremo.

## Stile
Dopo essere entrato nei Nile, George è diventato famoso per il suo stile di batterismo assolutamente estremo e personale.
Come batterista death metal, è abbondante nel suo stile l'uso del blast beat e della doppia cassa dove spesso ricorre alla tecnica "Swivel.
La caratteristica principale che lo differenzia da molti altri batteristi estremi, è l'incredibile creatività che riesce a mantenere, non limitandosi ad un semplice blastbeat, ma aggiungendo giochi di indipendenza e di rileggiature, come il paradiddles invertito, sul quale espone il suo vastissimo e complesso utilizzo nel suo DVD. George trae inoltre molta ispirazione dal funk e dal jazz, dei quali aggiunge elementi in ogni sua canzone, rendendo il suo stile assolutamente unico. È inoltre una persona molto umile ed accogliente verso i suoi fan.

## Discografia

### Da solista
- 2015 – Invictus

### Con i Nile
- 2005 – Annihilation of the Wicked
- 2007 – Ithyphallic
- 2009 – Those Whom the Gods Detest
- 2012 – At the Gate of Sethu
- 2015 – What Should Not Be Unearthed
- 2019 – Vile Nilotic Rites

### Con i Nightfall
- 2001 I Am Jesus
- 2004 ???

### Con i Sickening Horror
- 2005 When Landscapes Bled Backwards

## Endorsement
A dimostrazione della grande capacità di Kollias, vi sono i nomi sotto la quale ha un rapporto da endorser, quali Pearl, Sabian, Vic Firth (la quale produce le Vic Firth SGK Signature George Kollias), Footblaster (la quale produce il "Footblaster Pad Signature George Kollias" autografato a mano da Kollias stesso), Evans, Axis (che vende una serie speciale di pedali dedicata al batterista greco, la "Axis George Kollias Special Edition Pedals"), SKB], Direct Sound, Footblaster, Serial Drummer Clothing, e D'Addario.

## Drumset
Pearl Masterworks Series in Piano Black con Hardware Gold
- 2X Grancassa 22 x 18
- Tom 08 x 07
- Tom 10 x 08
- Tom 12 x 09
- Tom 13 x 10
- Tom 14 x 12
- Floor Tom 14 x 14
- Floor Tom 16 x 16
- Rullante 14 x 6, 5
- Rullante 12 x 5

Piatti Sabian
- AAX Stage Hats 14
- Chopper 8
- Signature Max Splash 7
- AAX Metal Ride 20
- HHX Evolution Mini Chinese 14
- AAXtreme Chinese 17
- AAX Dark Crash 17
- Hand Hammered China Kang 8
- HHX Evolution Splash 10
- AAX Studio Crash 17
- AA Mini Hats 10
- AA Mini Hats 12
- HHX Power Crash 18
- AAX Metal Ride 22
- HHX Evolution Chinese 18
- AAXtreme Chinese 19
- AAX Stage Hats 13
- APX Ozone Crash 18

Bacchette Vic Firth
- 55a

Pelli Evans
Hardware
- FootBlaster Trigger per Grancassa
- Pedali Axis A Longboards
- Hardware Pearl